# Ante Tomić (calciatore)
Ante Tomić (Zagabria, 23 maggio 1983) è un ex calciatore croato, di ruolo centrocampista.

## Palmarès
- Campionato croato: 5

Dinamo Zagabria: 2006, 2007, 2008, 2009, 2010
- Supercoppa croata: 2

Dinamo Zagabria: 2003, 2006